# Spring (Naturschutzgebiet)
Koordinaten: 52° 4′ 9″ N, 12° 26′ 14″ O

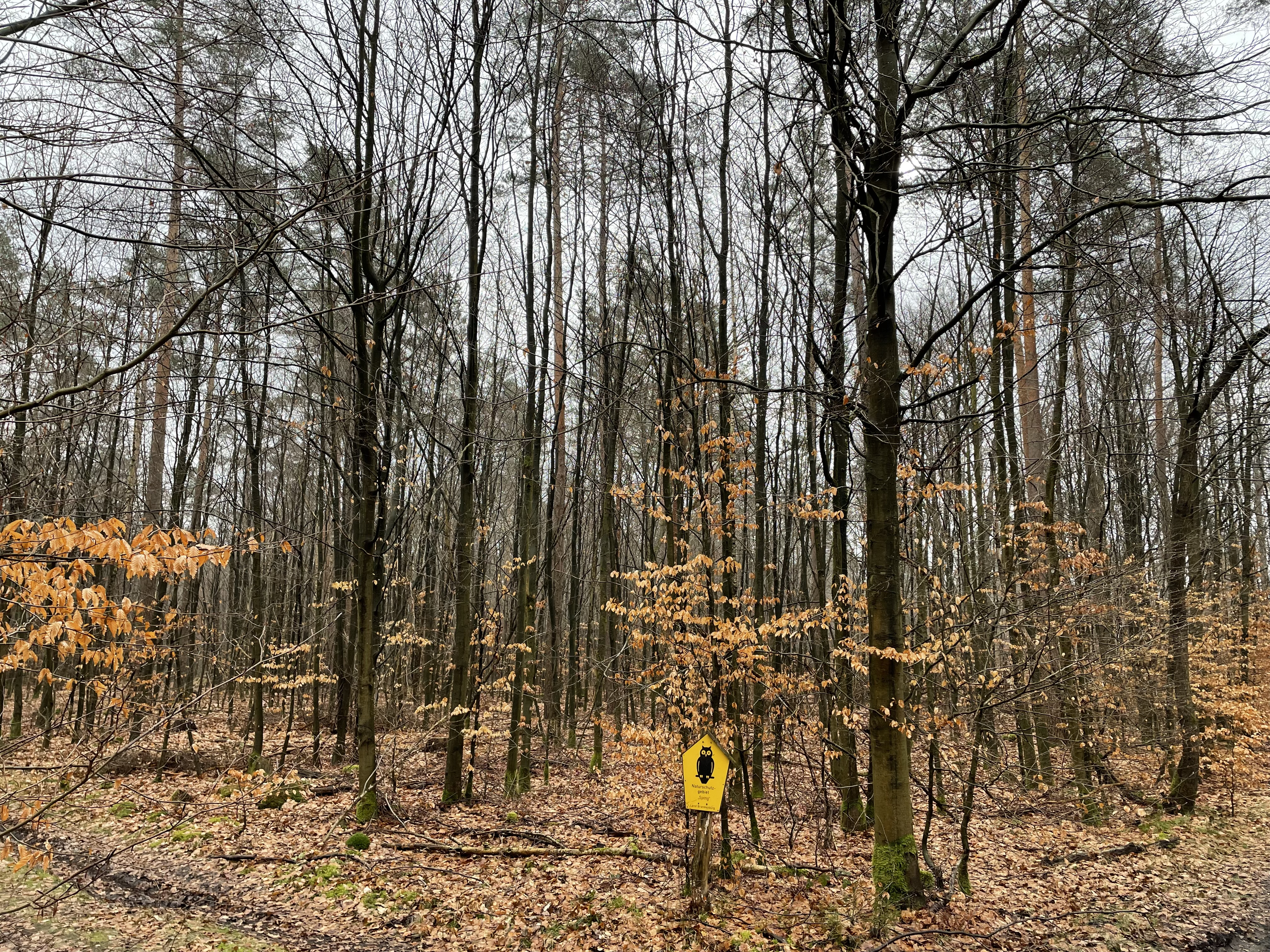
NSG Spring

Das Naturschutzgebiet Spring liegt im Landkreis Potsdam-Mittelmark in Brandenburg. 
Das rund 25,2 ha große Naturschutzgebiet erstreckt sich westlich von Jeserigerhütten, einem Ortsteil der Gemeinde Wiesenburg/Mark. Östlich des Gebietes verläuft die B 107, südlich erstreckt sich das rund 60,5 ha große Naturschutzgebiet Flämingbuchen.

## Bedeutung
Das Gebiet mit der Kenn-Nummer 1258 wurde mit Verordnung vom 17. März 1986 unter Naturschutz gestellt.